# Aborcja w Finlandii
Aborcja w Finlandii od 1 września 2023 roku jest legalna na życzenie do 12. tygodnia ciąży. Do 1950 roku była bezwzględnie zakazana. Wtedy to zalegalizowano ją w trzech przypadkach: gdy ciąża zagraża życiu bądź zdrowiu matki, powstała w wyniku przestępstwa lub gdy płód jest ciężko upośledzony. Przepisy te były z biegiem lat interpretowane coraz bardziej liberalnie. W 1970 roku przyjęto ustawę legalizującą przerywanie ciąży w następujących przypadkach:
1. ciąża zagraża życiu bądź zdrowiu matki,
2. matka ma już co najmniej czwórkę dzieci, bądź też ma mniej niż 17 lub więcej niż 40 lat,
3. choroba lub inna poważna przyczyna znacząco ogranicza zdolność jednego z rodziców do opieki nad dzieckiem,
4. płód jest ciężko upośledzony,
5. ciąża jest wynikiem przestępstwa,
6. poród i opieka nad dzieckiem stanowią zbyt duży wysiłek dla matki biorąc pod uwagę jej obecne i przyszłe warunki życiowe[3].

z wyjątkiem poważnych względów medycznych i embriopatologicznych przerwanie ciąży można przeprowadzić jedynie w pierwszych dwunastu tygodniach ciąży.
Liczba aborcji wykonywanych w Finlandii jest mniejsza niż w innych państwach skandynawskich z uwagi na większą restrykcyjność przepisów.